# Francesco Fradella
Francesco Paolo Fradella, riportato talvolta come Gianfranco Fradella (Palermo, 24 luglio 1967), è un ex giocatore di calcio a 5 italiano.

## Carriera
Dopo una breve esperienza nel calcio con la Termitana, tra il 1989 e il 1991, passa successivamente al calcio a 5. Come massimo riconoscimento in carriera vanta la partecipazione, con la nazionale italiana, al FIFA Futsal World Championship 1992 ad Hong Kong dove gli azzurri sono stati eliminati al primo turno della manifestazione per mano di  Paesi Bassi e Iran. Nel 2001 è tornato a difendere la porta azzurra allo UEFA Futsal Championship 2001, conquistando il quarto posto finale.

## Palmarès
- Campionato italiano:

Torino: 1998-1999